# Province de Nadroga-Navosa
La province de Nadroga-Navosa est une des quatorze provinces des Fidji. Il a été décidé, en 2008, de la scinder en deux provinces. Actuellement, elle couvre une superficie de 2 385 km2 et occupe les parties sud-ouest et centrales de Viti Levu. Elle comprend également l'archipel Mamanuca de même que le récif Conway. Sa population s'élève à 58 387 habitants (en 2007). La ville principale est Sigatoka (7 988 habitants en 2007).
Nadroga-Navosa comprend les districts de Cuvu, Nasigatoka, Tuva, Malomalo, Wai, Malolo, Naqalimare, Namataku, Noikoro, Conua, Raviravi, Nokonoko, Waicoba, Mavua, Bemana, Navatusila, Koroinasau, Komave, Korolevu I Wai, Nasikawa, Nadrau et Vatulele
Le 5 novembre 2008, le ministre des Affaires indigènes par suppléance a proposé la scission de la province, proposition approuvée par le Kalevu, le principal chef de Nadroga-Navosa.